# نناد کیایچ
نناد کیایچ (انگلیسی: Nenad Kljaić؛ زادهٔ ۲۱ دسامبر ۱۹۶۶) بازیکن سابق و مربی هندبال اهل کرواسی است.